# Черевіни
Чере́віни (рос. Черевины) — старовинний російський дворянський рід.

Герб роду Черевіних.

Веде свій початок від Федора і Неклюди Моклокових Черевіних, які служили великому князеві Московському Василю ІІІ Івановичу, й наділених у 1515 році маєтками поблизу Галича (нині — Костромська область Російської федерації).
Рід записаний до VI частини дворянських родовідних книг Костромської, Ярославської і Московської губерній. Герб внесений до III частини Загального гербовника дворянських родів Російської імперії.
Існують також ще кілька родів Черевіних, більш пізнього походження.
Найвідоміші представники роду:
- Черевін Дмитро Петрович (1772—1816) — ад'ютант імператора Павла і начальник подільського ополчення (1812—1813);
- Черевін Іван Ісайович (? — 1757) — контр-адмірал російського флоту;
- Черевін Петро Олександрович (1837 —1896) — генерал-лейтенант, товариш міністра внутрішніх справ (1880—1883).